# Capi di Stato e di governo in carica
Elenco dei capi di Stato e di governo in carica nei vari Stati del mondo, sia quelli riconosciuti dall'Organizzazione delle Nazioni Unite che gli Stati non ufficialmente riconosciuti.

## Stati riconosciuti dalle Nazioni Unite
| Stato                     | Capo di Stato | Capo di governo                                                                                 |
| ------------------------- | --- | ----------------------------------------------------------------------------------------------- |
| Afghanistan               | Presidente - Amrullah Saleh (ad interim; in esilio) | Presidente - Amrullah Saleh (ad interim; in esilio)                                             |
| Albania                   | Presidente - Bajram Begaj | Primo ministro - Edi Rama                                                                       |
| Algeria                   | Presidente - Abdelmadjid Tebboune | Primo ministro - Nadir Larbaoui                                                                 |
| Andorra                   | Co-principe episcopale - Josep-Lluís Serrano Pentinat Rappresentante - Josep Maria Mauri Co-principe francese - Emmanuel Macron Rappresentante - Patrick Strzoda | Capo del governo - Xavier Espot Zamora                                                          |
| Angola                    | Presidente - João Lourenço | Presidente - João Lourenço                                                                      |
| Antigua e Barbuda         | Re - Carlo III Governatore generale - Rodney Williams | Primo ministro - Gaston Browne                                                                  |
| Arabia Saudita            | Re - Salmān | Primo ministro - Mohammad bin Salman Al Sa'ud                                                   |
| Argentina                 | Presidente - Javier Milei | Presidente - Javier Milei                                                                       |
| Armenia                   | Presidente - Vahagn Khachaturyan | Primo ministro - Nikol Pashinyan                                                                |
| Australia                 | Re - Carlo III Governatore generale - Sam Mostyn | Primo ministro - Anthony Albanese                                                               |
| Austria                   | Presidente federale - Alexander Van der Bellen | Cancelliere federale - Christian Stocker                                                        |
| Azerbaigian               | Presidente - İlham Əliyev | Primo ministro - Ali Asadov                                                                     |
| Bahamas                   | Re - Carlo III Governatore generale - Cynthia A. Pratt | Primo ministro - Philip Davis                                                                   |
| Bahrein                   | Re - Hamad bin Isa Al Khalifa | Primo ministro - Salman bin Hamad Al Khalifa                                                    |
| Bangladesh                | Presidente - Mohammed Shahabuddin | Primo ministro - Muhammad Yunus (ad interim)                                                    |
| Barbados                  | Presidente - Sandra Mason | Primo ministro - Mia Mottley                                                                    |
| Belgio                    | Re - Filippo | Primo ministro - Bart De Wever                                                                  |
| Belize                    | Re - Carlo III Governatore generale - Froyla Tzalam | Primo ministro - Johnny Briceño                                                                 |
| Benin                     | Presidente - Patrice Talon | Presidente - Patrice Talon                                                                      |
| Bhutan                    | Re - Jigme Khesar Namgyel Wangchuck | Primo ministro - Tshering Tobgay                                                                |
| Bielorussia               | Presidente - Aljaksandr Lukašėnka | Primo ministro - Aljaksandar Turčyn                                                             |
| Birmania                  | Presidente - Min Aung Hlaing (ad interim) | Presidente del Consiglio di amministrazione dello Stato e Primo ministro - Nyo Saw (ad interim) |
| Bolivia                   | Presidente - Luis Arce | Presidente - Luis Arce                                                                          |
| Bosnia ed Erzegovina      | Alto rappresentante - Christian Schmidt | Alto rappresentante - Christian Schmidt                                                         |
| Bosnia ed Erzegovina      | Presidenza: Željko Komšić (Presidente) Denis Bećirović (Membro) Željka Cvijanović (Membro)                                                                       | Presidente del Consiglio dei Ministri - Borjana Krišto                                          |
| Botswana                  | Presidente - Duma Boko | Presidente - Duma Boko                                                                          |
| Brasile                   | Presidente - Luiz Inácio Lula da Silva | Presidente - Luiz Inácio Lula da Silva                                                          |
| Brunei                    | Sultano e primo ministro - Hassanal Bolkiah | Sultano e primo ministro - Hassanal Bolkiah                                                     |
| Bulgaria                  | Presidente - Rumen Radev | Primo ministro - Rosen Željazkov                                                                |
| Burkina Faso              | Presidente del Movimento patriottico per la salvaguardia e la restaurazione - Ibrahim Traore (ad interim)                                                        | Primo ministro - Jean Emmanuel Ouédraogo (ad interim)                                           |
| Burundi                   | Presidente - Évariste Ndayishimiye | Primo ministro - Nestor Ntahontuye                                                              |
| Cambogia                  | Re - Norodom Sihamoni | Primo ministro - Hun Manet                                                                      |
| Camerun                   | Presidente - Paul Biya | Primo ministro - Joseph Ngute                                                                   |
| Canada                    | Re - Carlo III Governatore generale - Mary Simon | Primo ministro - Mark Carney                                                                    |
| Capo Verde                | Presidente - José Maria Neves | Primo ministro - Ulisses Correia e Silva                                                        |
| Rep. Ceca                 | Presidente - Petr Pavel | Primo ministro - Petr Fiala                                                                     |
| Rep. Centrafricana        | Presidente - Faustin-Archange Touadéra | Primo ministro - Félix Moloua                                                                   |
| Ciad                      | Presidente del Consiglio militare di transizione - Mahamat Déby Itno                                                                                             | Primo ministro - Allamaye Halina                                                                |
| Cile                      | Presidente - Gabriel Boric | Presidente - Gabriel Boric                                                                      |
| Cina                      | Presidente - Xi Jinping | Presidente del Consiglio di Stato - Li Qiang                                                    |
| Cipro                     | Presidente - Nikos Christodoulidīs | Presidente - Nikos Christodoulidīs                                                              |
| Città del Vaticano        | Papa - Papa Leone XIV | Segretario di Stato - Pietro Parolin                                                            |
| Città del Vaticano        | Papa - Papa Leone XIV | Presidente del Governatorato - Raffaella Petrini                                                |
| Colombia                  | Presidente - Gustavo Petro | Presidente - Gustavo Petro                                                                      |
| Comore                    | Presidente - Azali Assoumani | Presidente - Azali Assoumani                                                                    |
| Rep. del Congo            | Presidente - Denis Sassou Nguesso | Primo ministro - Anatole Collinet Makosso                                                       |
| RD del Congo              | Presidente - Félix Tshisekedi | Primo ministro - Judith Tuluka Suminwa                                                          |
| Corea del Nord            | Presidente eterno - Kim Il-sung | Presidente eterno - Kim Il-sung                                                                 |
| Corea del Nord            | Leader Supremo - Kim Jong-un |                                                                                                 |
| Corea del Nord            | Presidente del Presidium dell'Assemblea Suprema del Popolo - Choe Ryong-hae                                                                                      | Primo ministro - Pak Thae-song                                                                  |
| Corea del Sud             | Presidente - Lee Jae-myung | Primo ministro - Kim Min-seok                                                                   |
| Costa d'Avorio            | Presidente - Alassane Ouattara | Primo ministro - Robert Beugré Mambé                                                            |
| Costa Rica                | Presidente - Rodrigo Chaves Robles | Presidente - Rodrigo Chaves Robles                                                              |
| Croazia                   | Presidente - Zoran Milanović | Presidente del Governo - Andrej Plenković                                                       |
| Cuba                      | Presidente - Miguel Díaz-Canel | Primo ministro - Manuel Marrero Cruz                                                            |
| Danimarca                 | Re - Federico X | Primo ministro - Mette Frederiksen                                                              |
| Dominica                  | Presidente - Sylvanie Burton | Primo ministro - Roosevelt Skerrit                                                              |
| Rep. Dominicana           | Presidente - Luis Abinader | Presidente - Luis Abinader                                                                      |
| Ecuador                   | Presidente - Daniel Noboa | Presidente - Daniel Noboa                                                                       |
| Egitto                    | Presidente - ʿAbd al-Fattāḥ al-Sīsī | Primo ministro - Mostafa Madbouly                                                               |
| El Salvador               | Presidente - Nayib Bukele | Presidente - Nayib Bukele                                                                       |
| Emirati Arabi Uniti       | Emiro - Mohammed bin Zayed Al Nahyan | Primo ministro - Mohammed bin Rashid Al Maktum                                                  |
| Eritrea                   | Presidente - Isaias Afewerki | Presidente - Isaias Afewerki                                                                    |
| Estonia                   | Presidente - Alar Karis | Primo ministro - Kristen Michal                                                                 |
| Etiopia                   | Presidente - Taye Atske Selassie | Primo ministro - Abiy Ahmed Ali                                                                 |
| Figi                      | Presidente - Naiqama Lalabalavu | Primo ministro - Sitiveni Rabuka                                                                |
| Filippine                 | Presidente - Ferdinand Marcos Jr. | Presidente - Ferdinand Marcos Jr.                                                               |
| Finlandia                 | Presidente - Alexander Stubb | Primo ministro - Petteri Orpo                                                                   |
| Francia                   | Presidente - Emmanuel Macron | Primo ministro - François Bayrou                                                                |
| Gabon                     | Presidente - Brice Clotaire Oligui Nguema (ad interim) | Primo ministro - Raymond Ndong Sima (ad interim)                                                |
| Gambia                    | Presidente - Adama Barrow | Presidente - Adama Barrow                                                                       |
| Georgia                   | Presidente - Mikheil Q'avelashvili | Primo ministro - Irak'li K'obakhidze                                                            |
| Germania                  | Presidente federale - Frank-Walter Steinmeier | Cancelliere federale - Friedrich Merz                                                           |
| Ghana                     | Presidente - John Dramani Mahama | Presidente - John Dramani Mahama                                                                |
| Giamaica                  | Re - Carlo III Governatore generale - Patrick Allen | Primo ministro - Andrew Holness                                                                 |
| Giappone                  | Imperatore - Naruhito | Primo ministro - Shigeru Ishiba                                                                 |
| Gibuti                    | Presidente - Ismail Omar Guelleh | Primo ministro - Abdoulkader Kamil Mohamed                                                      |
| Giordania                 | Re - Abd Allah II | Primo ministro - Jafar Hassan                                                                   |
| Grecia                    | Presidente - Kōnstantínos Tasoúlas | Primo ministro - Kyriakos Mītsotakīs                                                            |
| Grenada                   | Re - Carlo III Governatore generale - Cécile La Grenade | Primo ministro - Dickon Mitchell                                                                |
| Guatemala                 | Presidente - Bernardo Arévalo | Presidente - Bernardo Arévalo                                                                   |
| Guinea                    | Presidente - Mamady Doumbouya (ad interim) | Primo ministro - Bah Oury                                                                       |
| Guinea-Bissau             | Presidente - Umaro Sissoco Embaló | Primo ministro - Braima Camará                                                                  |
| Guinea Equatoriale        | Presidente - Teodoro Obiang Nguema Mbasogo | Primo ministro - Manuel Osa Nsue Nsua                                                           |
| Guyana                    | Presidente - Irfaan Ali | Primo ministro - Mark Phillips                                                                  |
| Haiti                     | Presidente - Consiglio presidenziale di transizione | Primo ministro - Alix Didier Fils-Aimé (ad interim)                                             |
| Honduras                  | Presidente - Xiomara Castro | Presidente - Xiomara Castro                                                                     |
| India                     | Presidente - Droupadi Murmu | Primo ministro - Narendra Modi                                                                  |
| Indonesia                 | Presidente - Prabowo Subianto | Presidente - Prabowo Subianto                                                                   |
| Iran                      | Guida suprema - Ali Khamenei | Guida suprema - Ali Khamenei                                                                    |
| Iran                      | Presidente - Masoud Pezeshkian |                                                                                                 |
| Iraq                      | Presidente - Abdul Latif Rashid | Primo ministro - Mohammed Shia' Al Sudani                                                       |
| Irlanda                   | Presidente - Michael D. Higgins | Taoiseach - Micheál Martin                                                                      |
| Islanda                   | Presidente - Halla Tómasdóttir | Primo ministro - Kristrún Frostadóttir                                                          |
| Israele                   | Presidente - Isaac Herzog | Primo ministro - Benjamin Netanyahu                                                             |
| Italia                    | Presidente - Sergio Mattarella | Presidente del Consiglio dei Ministri - Giorgia Meloni                                          |
| Kazakistan                | Presidente - Kassym-Jomart Tokayev | Primo ministro - Olzhas Bektenov                                                                |
| Kenya                     | Presidente - William Ruto | Presidente - William Ruto                                                                       |
| Kirghizistan              | Presidente - Sadır Japarov | Primo ministro - Adylbek Kasymaliev (ad interim)                                                |
| Kiribati                  | Presidente - Taneti Maamau | Presidente - Taneti Maamau                                                                      |
| Kuwait                    | Emiro - Misha'al Al-Ahmad Al-Jaber Al Sabah | Primo ministro - Ahmad Al-Abdullah Al-Sabah                                                     |
| Laos                      | Presidente - Thongloun Sisoulith | Primo ministro - Phankham Viphavanh                                                             |
| Lesotho                   | Re - Letsie III | Primo ministro - Sam Matekane                                                                   |
| Lettonia                  | Presidente - Edgars Rinkēvičs | Primo ministro - Evika Siliņa                                                                   |
| Libano                    | Presidente - Joseph Aoun | Primo ministro - Nawaf Salam                                                                    |
| Liberia                   | Presidente - Joseph Boakai | Presidente - Joseph Boakai                                                                      |
| Libia                     | Consiglio presidenziale: Mohamed al-Menfi (Presidente) Abdullah al-Lafi (Membro) Musa Al-Koni (Membro)                                                           | Primo ministro - Abdul Hamid Mohammed Dbeibeh                                                   |
| Liechtenstein             | Principe - Giovanni Adamo II Reggente - Luigi | Primo ministro - Brigitte Haas                                                                  |
| Lituania                  | Presidente - Gitanas Nausėda | Primo ministro - Gintautas Paluckas                                                             |
| Lussemburgo               | Granduca - Enrico | Primo ministro - Luc Frieden                                                                    |
| Macedonia del Nord        | Presidente - Gordana Siljanovska-Davkova | Primo ministro - Hristijan Mickoski                                                             |
| Madagascar                | Presidente - Andry Rajoelina | Primo ministro - Christian Ntsay                                                                |
| Malawi                    | Presidente - Lazarus Chakwera | Presidente - Lazarus Chakwera                                                                   |
| Malaysia                  | Yang di-Pertuan Agong - Ibrahim Iskandar di Johor | Primo ministro - Anwar Ibrahim                                                                  |
| Maldive                   | Presidente - Mohamed Muizzu | Presidente - Mohamed Muizzu                                                                     |
| Mali                      | Presidente - Assimi Goïta (ad interim) | Primo ministro - Abdoulaye Maïga                                                                |
| Malta                     | Presidente - Myriam Spiteri Debono | Primo ministro - Robert Abela                                                                   |
| Marocco                   | Re - Muhammad VI | Primo ministro - Aziz Akhennouch                                                                |
| Isole Marshall            | Presidente - Hilda Heine | Presidente - Hilda Heine                                                                        |
| Mauritania                | Presidente - Mohamed Ould Ghazouani | Primo ministro - Mokhtar Ould Djay                                                              |
| Mauritius                 | Presidente - Prithvirajsing Roopun | Primo ministro - Navinchandra Ramgoolam                                                         |
| Messico                   | Presidente - Claudia Sheinbaum | Presidente - Claudia Sheinbaum                                                                  |
| Micronesia                | Presidente - Wesley Simina | Presidente - Wesley Simina                                                                      |
| Moldavia                  | Presidente - Maia Sandu | Primo ministro - Dorin Recean                                                                   |
| Monaco                    | Principe - Alberto II | Ministro di Stato - Christophe Mirmand                                                          |
| Mongolia                  | Presidente - Ukhnaagiin Khürelsükh | Primo ministro - Gombojavyn Zandanshatar                                                        |
| Montenegro                | Presidente - Jakov Milatović | Primo ministro - Milojko Spajić                                                                 |
| Mozambico                 | Presidente - Daniel Chapo | Primo ministro - Maria Benvinda Levy                                                            |
| Namibia                   | Presidente - Netumbo Nandi-Ndaitwah | Primo ministro - Elijah Ngurare                                                                 |
| Nauru                     | Presidente - David Adeang | Presidente - David Adeang                                                                       |
| Nepal                     | Presidente - Ram Chandra Poudel | Primo ministro - Khadga Prasad Sharma Oli                                                       |
| Nicaragua                 | Co-presidenti - Daniel Ortega e Rosario Murillo | Co-presidenti - Daniel Ortega e Rosario Murillo                                                 |
| Niger                     | Presidente del Consiglio Nazionale per la Salvaguardia della Madrepatria - Abdourahamane Tchiani                                                                 | Primo ministro - Ali Lamine Zeine                                                               |
| Nigeria                   | Presidente - Bola Tinubu | Presidente - Bola Tinubu                                                                        |
| Norvegia                  | Re - Harald V | Primo ministro - Jonas Gahr Støre                                                               |
| Nuova Zelanda             | Re - Carlo III Governatore generale - Cindy Kiro | Primo ministro - Christopher Luxon                                                              |
| Oman                      | Sultano e primo ministro - Haitham | Sultano e primo ministro - Haitham                                                              |
| Paesi Bassi               | Re - Guglielmo Alessandro | Primo ministro - Dick Schoof                                                                    |
| Pakistan                  | Presidente - Asif Ali Zardari | Primo ministro - Shehbaz Sharif                                                                 |
| Palau                     | Presidente - Surangel Whipps Jr. | Presidente - Surangel Whipps Jr.                                                                |
| Palestina                 | Presidente - Mahmūd Abbās | Primo ministro - Mohammad Mustafa                                                               |
| Panama                    | Presidente - José Raúl Mulino | Presidente - José Raúl Mulino                                                                   |
| Papua Nuova Guinea        | Re - Carlo III Governatore generale - Bob Dadae | Primo ministro - James Marape                                                                   |
| Paraguay                  | Presidente - Santiago Peña | Presidente - Santiago Peña                                                                      |
| Perù                      | Presidente - Dina Boluarte | Presidente del Consiglio dei ministri - Eduardo Arana Ysa                                       |
| Polonia                   | Presidente della Repubblica - Karol Nawrocki | Presidente del Consiglio dei ministri - Donald Tusk                                             |
| Portogallo                | Presidente - Marcelo Rebelo de Sousa | Primo ministro - Luís Montenegro                                                                |
| Qatar                     | Emiro - Tamim bin Hamad al-Thani | Primo ministro - Mohammed bin Abdulrahman bin Jassim Al Thani                                   |
| Regno Unito               | Re - Carlo III | Primo ministro - Keir Starmer                                                                   |
| Romania                   | Presidente - Nicușor Dan | Primo ministro - Ilie Bolojan                                                                   |
| Ruanda                    | Presidente - Paul Kagame | Primo ministro - Justin Nsengiyumva                                                             |
| Russia                    | Presidente della Federazione - Vladimir Putin | Presidente del Governo - Michail Mišustin                                                       |
| Saint Kitts e Nevis       | Re - Carlo III Governatore generale - Marcella Liburd | Primo ministro - Terrance Drew                                                                  |
| Saint Vincent e Grenadine | Re - Carlo III Governatore generale - Susan Dougan | Primo ministro - Ralph Gonsalves                                                                |
| Isole Salomone            | Re - Carlo III Governatore generale - David Tiva Kapu | Primo ministro - Jeremiah Manele                                                                |
| Samoa                     | O le Ao o le Malo - Va'aletoa Sualauvi II | Primo ministro - Naomi Mata’afa                                                                 |
| San Marino                | Capitani Reggenti - Denise Bronzetti e Italo Righi | Capitani Reggenti - Denise Bronzetti e Italo Righi                                              |
| Saint Lucia               | Re - Carlo III Governatore generale - Errol Charles | Primo ministro - Philip Pierre                                                                  |
| São Tomé e Príncipe       | Presidente - Carlos Vila Nova | Primo ministro - Américo Ramos                                                                  |
| Senegal                   | Presidente - Bassirou Diomaye Faye | Primo ministro - Ousmane Sonko                                                                  |
| Serbia                    | Presidente - Aleksandar Vučić | Primo ministro - Đuro Macut                                                                     |
| Seychelles                | Presidente - Wavel Ramkalawan | Presidente - Wavel Ramkalawan                                                                   |
| Sierra Leone              | Presidente - Julius Maada Bio | Capo del governo - David Sengeh                                                                 |
| Singapore                 | Presidente - Tharman Shanmugaratnam | Primo ministro - Lawrence Wong                                                                  |
| Siria                     | Presidente - Ahmad al-Shara' (ad interim) | Presidente - Ahmad al-Shara' (ad interim)                                                       |
| Slovacchia                | Presidente - Peter Pellegrini | Primo ministro - Robert Fico                                                                    |
| Slovenia                  | President - Nataša Pirc Musar | Primo ministro - Robert Golob                                                                   |
| Somalia                   | Presidente - Hassan Sheikh Mohamud | Primo ministro - Hamza Abdi Barref                                                              |
| Spagna                    | Re - Filippo VI | Presidente del Governo - Pedro Sánchez                                                          |
| Sri Lanka                 | Presidente - Anura Kumara Dissanayake | Primo ministro - Dinesh Gunawardena                                                             |
| Stati Uniti               | Presidente - Donald Trump | Presidente - Donald Trump                                                                       |
| Sudafrica                 | Presidente - Cyril Ramaphosa | Presidente - Cyril Ramaphosa                                                                    |
| Sudan                     | Presidente del Consiglio Sovrano Transitorio del Sudan - Abdel Fattah Abdelrahman Burhan                                                                         | Primo ministro - Kamil Idris                                                                    |
| Sudan del Sud             | Presidente - Salva Kiir Mayardit | Presidente - Salva Kiir Mayardit                                                                |
| Suriname                  | Presidente - Jennifer Geerlings-Simons | Presidente - Jennifer Geerlings-Simons                                                          |
| Svezia                    | Re - Carlo XVI Gustavo | Ministro di Stato - Ulf Kristersson                                                             |
| Svizzera                  | Presidente - Karin Keller-Sutter | Consiglio federale                                                                              |
| eSwatini                  | Re - Mswati III | Primo ministro - Russell Dlamini                                                                |
| Tagikistan                | Presidente - Emomali Rahmon | Primo ministro - Kohir Rasulzoda                                                                |
| Tanzania                  | Presidente - Samia Suluhu | Primo ministro - Kassim Majaliwa                                                                |
| Thailandia                | Re - Rama X | Primo ministro - Paetongtarn Shinawatra                                                         |
| Timor Est                 | Presidente - José Ramos-Horta | Primo ministro - Xanana Gusmão                                                                  |
| Togo                      | Presidente - Jean-Lucien Savi de Tové | Primo ministro - Faure Gnassingbé                                                               |
| Tonga                     | Re - Tupou VI | Primo ministro - 'Aisake Eke                                                                    |
| Trinidad e Tobago         | Presidente - Christine Kangaloo | Primo ministro - Kamla Persad-Bissessar                                                         |
| Tunisia                   | Presidente - Kaïs Saïed | Primo ministro - Sarra Zaafrani                                                                 |
| Turchia                   | Presidente - Recep Tayyip Erdoğan | Presidente - Recep Tayyip Erdoğan                                                               |
| Turkmenistan              | Presidente - Serdar Berdimuhamedow | Presidente - Serdar Berdimuhamedow                                                              |
| Tuvalu                    | Re - Carlo III Governatore generale - Tofiga Vaevalu Falani | Primo ministro - Feleti Teo                                                                     |
| Ucraina                   | Presidente - Volodymyr Zelens'kyj | Primo ministro - Julija Svyrydenko                                                              |
| Uganda                    | Presidente - Yoweri Museveni | Primo ministro - Robinah Nabbanja                                                               |
| Ungheria                  | Presidente - Tamás Sulyok | Primo ministro - Viktor Orbán                                                                   |
| Uruguay                   | Presidente - Yamandú Orsi | Presidente - Yamandú Orsi                                                                       |
| Uzbekistan                | Presidente - Shavkat Mirziyoyev | Primo ministro - Abdulla Aripov                                                                 |
| Vanuatu                   | Presidente - Nikenike Vurobaravu | Primo ministro - Jotham Napat                                                                   |
| Venezuela                 | Presidente - Nicolás Maduro | Presidente - Nicolás Maduro                                                                     |
| Vietnam                   | Segretario generale del Partito Comunista - Tô Lâm | Segretario generale del Partito Comunista - Tô Lâm                                              |
| Vietnam                   | Presidente - Lương Cường | Primo ministro - Phạm Minh Chính                                                                |
| Yemen                     | Segretario del Consiglio Direttivo Presidenziale - Rashad al-Alimi                                                                                               | Primo ministro - Salem Saleh bin Braik                                                          |
| Zambia                    | Presidente - Hakainde Hichilema | Presidente - Hakainde Hichilema                                                                 |
| Zimbabwe                  | Presidente - Emmerson Mnangagwa | Presidente - Emmerson Mnangagwa                                                                 |

## Stati riconosciuti da almeno un membro delle Nazioni Unite
| Stato                                    | Capo di Stato             | Capo di governo                              |
| ---------------------------------------- | ------------------------- | -------------------------------------------- |
| Abcasia                                  | Presidente - Badra Gunba  | Primo ministro - Vladimir Delba (ad interim) |
| Cipro del Nord                           | Presidente - Ersin Tatar  | Primo ministro - Ünal Üstel                  |
| Kosovo                                   | Presidente - Vjosa Osmani | Primo ministro - Albin Kurti                 |
| Ossezia del Sud                          | Presidente - Alan Gagloev | Primo ministro - Konstantin Dzhussoyev       |
| Repubblica Democratica Araba dei Sahrawi | Presidente - Brahim Ghali | Primo ministro - Bouchraya Hammoudi Bayoun   |
| Taiwan (Repubblica di Cina)              | Presidente - Lai Ching-te | Primo ministro - Cho Jung-tai                |

## Stati non riconosciuti da alcun membro delle Nazioni Unite
| Stato        | Capo di Stato                             | Capo di governo                           |
| ------------ | ----------------------------------------- | ----------------------------------------- |
| Ambazonia    | Presidente - carica disputata             | Presidente - carica disputata             |
| Somaliland   | Presidente - Abdirahman Mohamed Abdullahi | Presidente - Abdirahman Mohamed Abdullahi |
| Transnistria | Presidente - Vadim Krasnosel'skij         | Primo ministro - Aleksandr Rozenberg      |

## Governi non riconosciuti di Stati in cui il potere è conteso
| Stato                                           | Capo di Stato                                               | Capo di governo                         |
| ----------------------------------------------- | ----------------------------------------------------------- | --------------------------------------- |
| Afghanistan - Emirato islamico dell'Afghanistan | Guida suprema - Hibatullah Akhundzada                       | Guida suprema - Hibatullah Akhundzada   |
| Afghanistan - Emirato islamico dell'Afghanistan | Primo ministro - Abdul Kabir (ad interim)                   |                                         |
| Siria - Coalizione Nazionale Siriana            | Presidente della Coalizione - Salem al-Meslet               | Primo ministro - Abdurrahman Mustafa    |
| Yemen - Consiglio Politico Supremo              | Presidente del Consiglio Politico Supremo - Mahdi al-Mashat | Primo ministro - Abdel-Aziz bin Habtour |